# Щара
Ща́ра (біл. Шчара) — річка в Білорусі, ліва притока Німану. Протікає Берестейською і Гродненською областями. Довжина 325 км, площа басейну 6990 км².
Річка бере початок на Білоруській гряді. Середня витрата води 32,4 м³/с. Кригостояння з листопаду-січня до кінця лютого, першої половини квітня. Нижні 220 км шлюзовані. Огінським каналом річка з'єднана з Ясельдою.
У басейні Щари 163 озера загальною площею 46,62 км². На річці розташовані міста Слонім, Ляховичі.

## Походження назви
Топонім має або балтійське (*Skērii̯ā, чи від šaras — «вузька»), або фінське (від шар — «протока») походження.